# Благодатный огонь

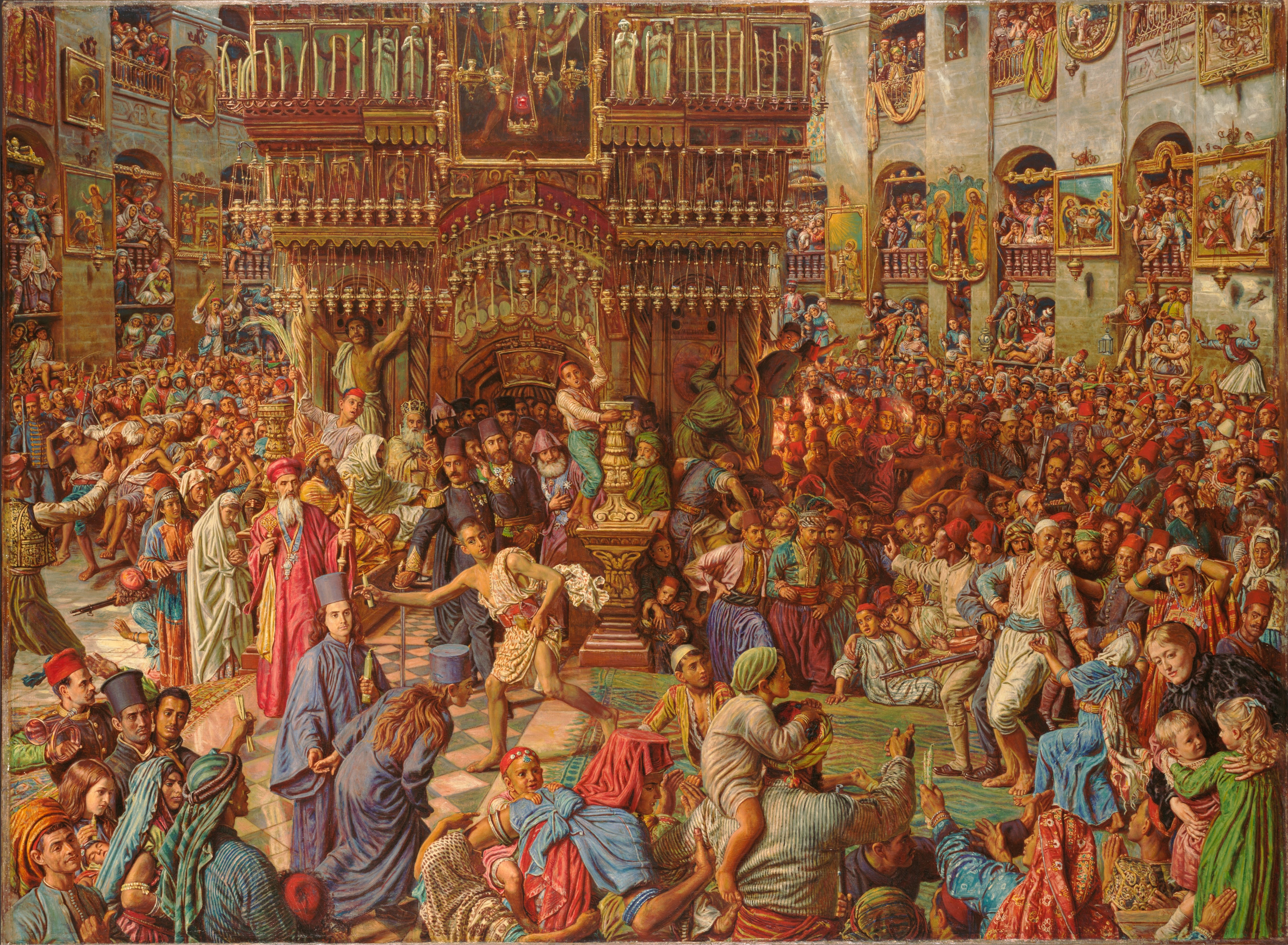
Чудо святого огня, Уильям Холман Хант, 1892

Благода́тный ого́нь (на греческом, армянском и румынском языках — Свято́й Свет, греч. Ἅγιο Φῶς, арм. Սուրբ Լոյս) — огонь, выносимый из Гроба Господня на особом богослужении, совершаемом ежегодно в Великую субботу накануне православной Пасхи в храме Воскресения Христова в Иерусалиме. Изнесение из Кувуклии огня символизирует выход из Гроба «Света истинного» (Ин. 1:9), то есть воскресшего Иисуса Христа. Верующими появление Благодатного огня часто рассматривается как чудесное схождение его с небес.
Самым древним из рассказов о чудесном схождении огня считается рассказ монаха Бернарда IX века.
Чудесный характер огня, его схождение с небес, неоднократно опровергали, в том числе участники церемонии (армянский священник Самуил Агоян, митрополит Иерусалимской православной церкви Корнилий). Утверждалось, что, пока внешние наблюдатели не видят, огонь зажигают от лампады или зажигалки и др. По утверждению представителя Армянской апостольской церкви Давида Бекназаряна в некоторых случаях люди получали от него серьёзные ожоги. Российский историк Александр Мусин охарактеризовал чудо схождения Благодатного огня как «благочестивый обман».
Согласно традиции Иерусалимской церкви, день, когда Благодатный огонь не сойдёт с небес, станет последним для тех, кто находится в храме, а сам храм разрушится.
В настоящее время церемонию проводят исключительно священнослужители Иерусалимской православной церкви, в частности Блаженнейший Патриарх града Иерусалима и всей Палестины, при участии представителя Армянской апостольской церкви. Представители Коптской и Сирийской церквей находятся перед входом в Кувуклию.
Служба транслируется в прямом эфире в Беларуси, Болгарии, Греции, Грузии, Египте, на Кипре, Украине, в Ливане, России, Румынии. Кроме того, благодатный огонь специальными авиарейсами ежегодно доставляют в Россию, Казахстан, Грецию, Сербию, Черногорию, Грузию, Молдову, Румынию, Беларусь, Польшу, Болгарию, на Кипр, Украину, в Сирию, Ливан, Иорданию и встречают его с почётом государственные и церковные лидеры.

## Символическое значение
Служба Великой субботы в храме Гроба Господня символически изображает Погребение (утренняя служба Субботы) и Воскресение Иисуса Христа (вечерняя служба Субботы, пасхальная часть которой как раз и начинается с выноса освящённого Пасхального Огня). Сам вынос Святого Света символизирует выход из Гроба «Света Истинного», то есть воскресшего Иисуса Христа. В отношении выносимого из Гроба Огня сами участники церемонии — греческие и армянские священнослужители — используют не слово «Огонь», а «Свет» (греч. Φως, арм. Լույս).

## Исторические свидетельства

### XIII — XVI века
В V—VII веках в Иерусалимской церкви, согласно армянскому переводу иерусалимского Лекционария, пасхальное бдение (то есть вечерня и литургия Великой субботы) начиналось с древнего обряда возжжения вечернего света.
Начиная с IX века, источники сообщают уже не просто о благословении вечернего светильника, но о схождении Благодатного огня как о чуде. 45 авторов средневекового мира, из них 10 французов, 5 арабов-мусульман, 5 византийских греков, 5 немцев, 4 англичанина, 3 русских, 3 перса-мусульманина, 3 исландца, 2 армянина, 1 сириец, 1 молдаванин, 1 швейцарец и 1 итальянец, описывали схождение огня как чудо, который сходит с Неба на Гроб Иисуса Христа каждую Великую Субботу, за несколько часов до начала празднования Воскресения Иисуса Христа. В частности об этом свидетельствовали латинский паломник Бернард Монах (867), митрополит Кесарии Каппадокийской Арефа (начало X века), клирик Никита (947), папа Урбан II (XI век), игумен Даниил Паломник (начало XII века), арабский историк Аль-Масуди (X век), Рауль Глабер (1048) «История», Фульхерий Шартрский (1101) «Иерусалимская история: Деяния франков» и др.
Характерной особенностью средневековых описаний является то, что возжигаются лампады, висящие над Гробом (или стоящие на Гробе), но в самом Гробе в этот момент никого нет: патриарх и народ находятся снаружи, иногда даже вне храма. Более позднее сообщение о том, что «зажигаются паникадила над гробом Божиим невидимо», принадлежит иеродиакону Троице-Сергиевой лавры Зосиме (1420). Поскольку над Кувуклией изначально крыши не было, то и выполнена она была в виде отдельной постройки.
Самое раннее из дошедших до нас описаний по одной из версий было составлено латинским паломником Бернардом Монахом. В 867 году, будучи очевидцем, он записал в своём «Итинерарии»:

В Великую Субботу, накануне Пасхи, на утреннем церковном служении во храме Гроба Господня, по пропетии: «Кирие, элейсон» (Господи, помилуй!) — Ангел нисходит и возжигает лампады, висящие над Гробом Господним. Патриарх передает этот Огонь епископу и наконец всему народу, дабы всякий мог засветить этот Огонь в своем доме. Нынешнего Патриарха зовут Феодосием (863—879); он призван на это место за своё благочестие.
— «Itinerarium Bernardi, monachi franci»
Митрополит Кесарии Каппадокийской Арефа пишет в начале X века в послании к эмиру Дамасскому:

Эмир Иерусалима стоит около Святого Гроба при запечатанном им же самим входе, а христиане стоят вне храма Святого Воскресения и восклицают Господи помилуй. Тогда внезапно является молния и кандила возжигаются; от этого света берут все обитатели Иерусалима и зажигают огонь.

Никита, клирик византийского императора Константина VII Багрянородного, пишет ему в 947 году:

Премудрый же архиепископ со своим клиром и с Агарянами, спешил к Святому Гробу Господню, и заглянув туда, как только узнал, что сияние Божественного Света ещё туда не появилось, вместе с погаными Агарянами запер Божественный Гроб, и высоко воздев на восток Моисеевские руки свои, непрерывно с христоименным народом молился Богу всяческих. А около шестого часа дня, воззрев на Божественный Гроб Спасителя, видит божественное светоявление: ибо чрез (придел) ангела ему доступен вход в дверь.
— «Рассказ Никиты клирика царского». гл. 4
Также клирик Никита упоминал о том, что архиепископ отвечал багдадскому эмиру: «при предшествующем архиепископе вы приказали (положить) в лампаду, находящуюся у Святого Гроба, железо вместо светильни и мы увидали, как она внезапно по Божией воле загорелась, как воск».
Персидский учёный-энциклопедист Аль-Бируни (973—1048 года) в труде «Летопись древних народов» подробно рассказывал о чуде схождения Благодатного огня:

А вокруг скалы имеются галереи. Оттуда наблюдают мусульмане…Также приходят муэдзин соборной мечети, имам и эмир города, которые садятся у Гроба. Они приносят лампады, кладут их поверх в тот час, когда Гроб ещё заперт. Христиане до этого тушат свои светильники и лампады и остаются так, пока не увидят, что чистое белое пламя зажгло лампаду. От этого огня зажигаются лампады в соборной мечети и в церквях. Затем составляется письменный отчёт халифам о часе схождения огня. По тому, как скоро огонь сошёл…заключают об урожайности года…Схождение с неба пламени в этот день, происходящее в определённое время и в определённом месте, поистине изумляет нас.
— Аль-Бируни. «Летопись древних народов».
В 1095 году римский папа Урбан II, объявивший на Клермонском соборе о начале 1-го Крестового похода, обратился к народу со следующей проповедью:

Сколь драгоценным был бы вожделенный, несравненный Гроб Господень, даже если бы Бог и не совершал там ежегодного чуда! Ибо в Страстную Неделю все погашенные лампады в Гробе и вокруг него в храме вновь возгораются по Божией воле. Чьё сердце, о братья, окаменело настолько, что столь великое чудо не трогает его? Поверьте мне, человек, чьё сердце не верует, получив такой божественный знак благодати, есть бесчувственная скотина.
— Урбан II
В начале XII века игумен Даниил так говорит о самом моменте схождения благодатного огня (переведено с церковно-славянского):

И когда минул девятый час и начали петь проходную песнь «Господу поем», тогда внезапно пришла небольшая туча с востока и стала над непокрытым верхом той церкви, и пошел дождь небольшой над Гробом Святым, и смочил нас хорошо, стоящих на Гробе. И тогда внезапно воссиял Свет Святой в Гробе Святом: вышло блистание страшное и светлое из Гроба Господня Святого.
— «Житие и хождение игумена Даниила из Русской земли».

### С XVIII века

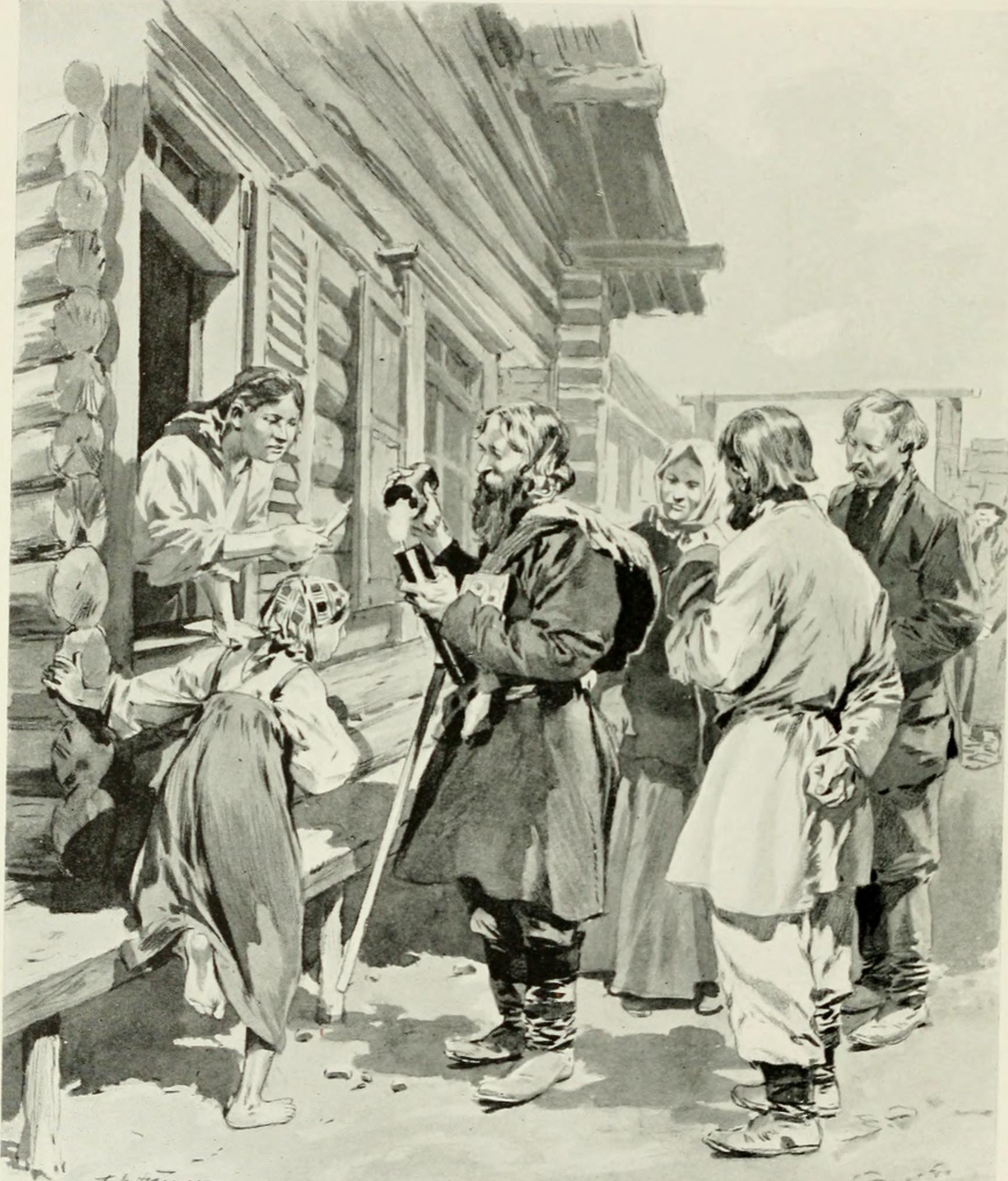
Продажа в России Благодатного огня паломником из Иерусалима, 1913

Иеромонах Ипполит (Вишенский) во время путешествия по Востоку (1707—1709) посетил Иерусалим и оставил свидетельство:
«А в церкви стали урмене, по своему еретицкому научению спевают, кричат и с процесиею ходят, просят от Бога Огня. Пришла тая година, в кий час огонь от Гроба Господня исходит».
Свидетельство очевидца оставил известный русский писатель и бывший министр Народного просвещения Авраам Норов. Он посетил Палестину и в своей книге, «Путешествие по Святой земле в 1835 году», изданной в 1838 году, пишет:

…один только митрополит вошёл в вертеп Гроба Господня. Я уже сказал, что вход туда не имеет дверей. Я видел, как престарелый митрополит, склонясь пред низким входом, вошёл в вертеп и повергся на колени пред Святым Гробом, пред Которым ничего не стояло и Который совершенно обнажен. Не прошло минуты, как мрак озарился светом, — и митрополит вышел к нам с пылающим пучком свечей.
— Норов А. C. «Путешествие по Святой земле в 1835 году».
Архиепископ Гавриил (Стеблюченко), архиепископ Благовещенский и Тындинский с 20 января 1967 года по 15 августа 1968 года был секретарём Русской Духовной Миссии в Иерусалиме в сане иеродиакона:

…когда в Великую Субботу Патриарх вышел с Благодатным огнём, мы не стали от него зажигать, а быстро, вместе с владыкой Антонием, нырнули в Кувуклию Гроба Господня. Один грек забежал, владыка и я, и мы увидели в Гробе Господнем синего, небесного цвета огонь, мы брали его руками и умывались им. Какие-то доли секунды он не жёг, но потом уже приобретал силу, и мы зажигали свечи…
А миру это всё равно!… Сплошной камень, мрамор, и весь покрыт огнём. Ни копоти нет, ничего, просто горит огонь и всё.
— Алексей Сагань. «Беседа с епископом Благовещенским Гавриилом. Святая земля, Благодатный огонь».
Иерусалимский патриарх Диодор I (1981—2000) в качестве главы Церкви 19 лет подряд принимал Благодатный огонь. В интервью он поделился подробностями чуда:

… я преклоняю колена со священным страхом и… произношу определенные молитвы, переданные нам через столетия, и жду. Иногда ожидание длится несколько минут, но обычно чудо происходит сразу же после прочтения молитв. Из недр камня, на котором лежало Тело Христа, исходит неописуемый Свет. Как правило, он имеет голубой оттенок, однако цвет может меняться <…> Каждый год он предстает по-разному. Иногда он покрывает только гробовую плиту, иногда заполняет Светом всю Кувуклию так, что люди, стоящие снаружи <…> видят, что помещение заполнилось Светом. Свет этот не жжет. <…> В определенном месте этот Свет вздымается кверху, образуя столп, пламя которого имеет иную природу, и так я могу зажечь от него свои свечи<…> Для меня не существует вопроса, верю ли я в чудо или нет. Я знаю, что оно подлинно.
— Диодор I. Интервью.
Епископ Христодул (Саридакис), замещавший патриарха Диодора в 1998—1999 годах во время священнодействия Благодатного огня, в 2010 году в личной беседе говорил: «Одновременно с этим миром появился очень яркий голубой Свет, покрывший всю гробовую плиту. В этот момент неугасимая лампада зажглась чудесным образом».

## Порядок службы и Статус-кво
Служба в Великую субботу, как и другие службы в храме Воскресения Христова, совершается в соответствии со Статус-кво на Святых местах, установленным в 1852 году бывшей турецкой администрацией в Палестине, которого придерживаются все церкви, делящие храм. Кроме того, ежегодно выпускается специальный календарь пасхальных служб в Храме Воскресения, его печатают попеременно армянская и греческая патриархии. Строгая регламентация была введена из-за постоянных разногласий относительно прав и полномочий между различными христианскими церквями, которые издавна участвуют в службе. К настоящему времени каждая церковь имеет свои права и обязанности, и каждое действие священнослужителей чётко привязано к указанному в регламенте времени.
По словам историка Церкви А. А. Дмитриевского, описывавшего службу в начале XX века, современная служба значительного отошла от таковой в древности — как по времени начала, так и по составу службы — и получение благодати Святого Огня уже не связано с вечерним богослужением Великой субботы. За минувший век служба мало изменилась, что можно объяснить действием Статус-кво.

### Меры безопасности
При проведении службы обеспечиваются меры безопасности. Во времена Османской империи это делали турецкие власти, сейчас — израильская полиция. Однако, согласно регламенту проведения церемонии Святого Света, турецкая стража (кавасы), охраняющая Иерусалимского патриарха, и ныне участвует в ней.

## Церемония в Иерусалимской Православной Церкви

### Вход патриарха и духовенства
Иерусалимский патриарх, пройдя храм святого апостола Иакова, направляется через южную дверь в алтарь храма Воскресения.
Согласно регламенту проведения церемонии Святого Света действия служителей Иерусалимской православной церкви заключаются в следующем:
В 11:00 происходит церемония запечатывания Гроба Господня. В 11:20 процессия скандирующих и молодёжи следует из христианского квартала до храма Гроба Господня.
В 12:00 греческий православный патриарх прибывает через внутреннюю лестницу, соединяющую греческий православный женский монастырь и церковь святого Иакова, и направляется к Кафоликону через его южную дверь.
В 12:20 хранитель Гроба Господня переносит лампаду из комнаты Помазания в придел Ангела через южную часть Кувуклии, сопровождаемый стражей старшего драгомана (кавассами).
С 12:30 до 12:55 происходит крестный ход от Кафоликона: процессия обходит три раза вокруг Кувуклии.
Профессор А. А. Дмитриевский в 1909 году писал, что патриарх одевался в белые одежды. Одновременно с ним в такие же белые облачения одевались двенадцать архимандритов и четыре диакона. Затем из алтаря попарно выходили клирики, облачённые в белые стихари с двенадцатью хоругвями, на которых изображены страсти Христовы и его воскресение. Затем клирики, несущие рипиды и животворящий крест, потом двенадцать священников попарно, за ними четверо диаконов также по парам. Два последних из них держали перед патриархом пучки свечей в серебряной подставке, чтобы удобно было передавать огонь людям. В конце следовал патриарх, держа жезл в правой руке. После его благословения, певчие и всё духовенство пели: «Воскресение Твое, Христе Спасе, ангели поют на небеси, и нас на земли сподоби чистым сердцем Тебе славити», следуя из храма Воскресения к Кувуклии и трижды её обходя. После последнего обхода патриарх, духовенство и певчие с хоругвеносцами и крестоносцем останавливались напротив святого Живоносного Гроба и пели вечерний гимн: «Свете тихий», который напоминал, что в прошлом эта литания входила в чин вечернего богослужения.
После окончания крестного хода иерусалимский патриарх разоблачается и заходит в Кувуклию, сопровождаемый армянским архимандритом. А. А. Дмитриевский также писал, что патриарх становился у дверей святого Гроба, диаконы помогают ему снять митру, саккос, омофор и палицу. На нём оставался только в подризник, епитрахиль, пояс и поручи. Затем драгоман снимал печати и шнуры с двери Святого Гроба и впускал в него патриарха, несущего пуки свечей. За ним следовал один армянский архиерей, облачённый в священные одежды и также с пуками свечей, чтобы потом передать огонь народу через южное отверстие Кувуклии в приделе Ангела.

### Молитва патриарха
Греческий патриарх молится на Гробе Господнем. Дмитриевский писал, что после входа во Гроб Господень его двери закрывали. Армянский архиерей оставался в приделе Ангела рядом с южным отверстием, патриарх следовал далее, подходил к ложу Спасителя, преклонял колени, со слезами молился, чтобы Бог, по словам Дмитриевского, «обновил неизреченным Своим благоутробием и светом познания Своего просветил язычников, пребывающих во мраке, и чрез Своё сошествие во ад небесная, земная и преисподняя исполнил бы света; чтобы сей раздаваемый свет от светоносного Его Гроба верным послужил даром освящения, исцелением от болезней, демонам — ужасом, и чтобы Спаситель благословил и освятил благочестиво к нему прикасающихся и даровал бы им ходить во свете заповедей Его, как сынам света».

### В ожидании сошествия огня
Соблюдается тишина, и люди молятся, ожидая сошествия огня. Авторы исторических свидетельств описывают чувство покаяния, возникающее в душах присутствующих.
Игумен Даниил из Руси (XII век):

И те люди все в церкви и вне церкви ничего другого не говорят, только: «Господи, помилуй!» взывают неослабно и кричат громко, так что гудит и гремит все то место от вопля тех людей. И тут ручьями проливаются слёзы у верных людей. Даже с каменным сердцем человек может тогда прослезиться. Ибо каждый заглядывает тогда в себя, и вспоминает свои грехи, и говорит каждый в себе: «Неужели из-за моих грехов не сойдет Святой Свет?».
— «Житие и хождение игумена Даниила из Русской земли».
Инок Парфений (XIX век):

Арабы бегать уже перестали, но стоят, поднявши руки на небо, и умиленные гласы испускают; христиане все плачут, или непрестанно воздыхают. И кто бы мог тогда удержаться от слёз, видя столь множество людей со всех стран вселенной, плачущих и рыдающих, и от Господа Бога милости просящих?

А. А. Дмитриевский писал, что стоящие в храме с трепетом и замиранием сердца ожидали первого появления огня из Гроба.
В это время, по свидетельствам некоторых паломников, в храме наблюдаются необычные явления: столб света, появляющийся из купола храма; молнии; всполохи света. Первый вице-президент Фонда Андрея Первозванного М. И. Якушев утверждал, что он видел свет непонятной природы, яркие всполохи, напоминавшие отражение солнца от морских вод. По его словам, «в последний годы, члены нашей делегации снимали вообще луч, который идёт аккурат через открытую точку (там сейчас она покрыта стеклом) с неба» прямиком в открытую часть Кувуклии. Огонь шёл в одно и то же время из алтарной части кафоликона и из Кувуклии, сходясь в месте, где «Христос Спаситель, Вседержитель, Пантократор — где отмечен пуп земли».

### Огонь получен

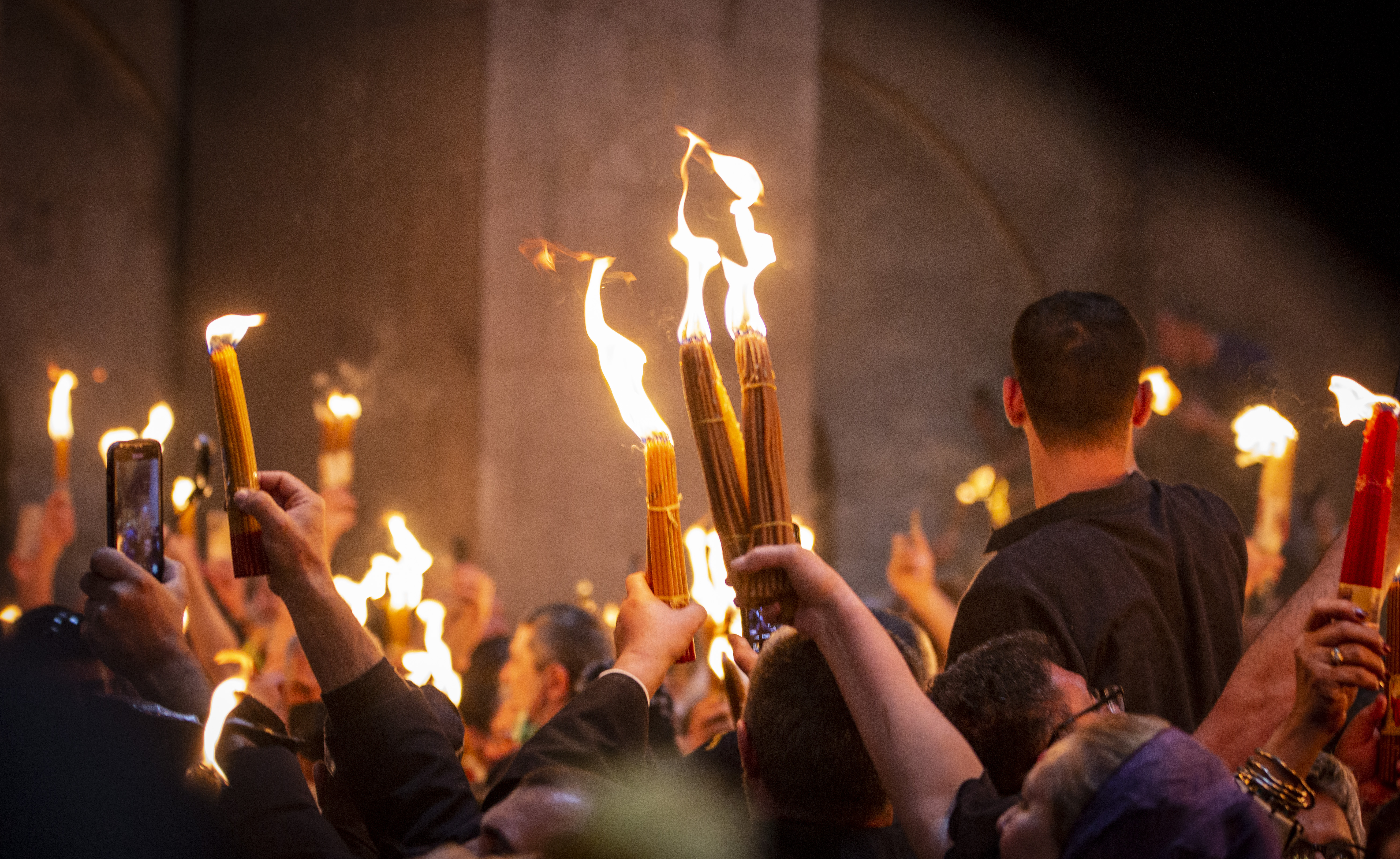
Благодатный огонь в 2022 году

В 13:00 начинается церемония святого огня. Через некоторое время, проведённое в напряжённом ожидании и молитве, внутри Кувуклии появляется свет, в храме раздаётся колокольный звон. Из окошек Кувуклии появляются горящие пучки свечей, подаваемые греческим патриархом и армянским архимандритом. От их свечей огонь возжигают скороходы, после чего он быстро распространяется по храму.
Каждый паломник держит связку из 33 свечей, равных по числу лет жизни Иисуса Христа. Свечи выжигаются от первоисточника через назначенных для этой цели клириков из православного и армянского духовенства, которые стоят около северного и южного отверстий Кувуклии и берут огонь из Гроба. Из лож, с окон и карнизов стен на веревках спускат пучки свечей.
Патриарха Палестины из Кувуклии поднимают алтарники — арабы-христиане, почти бегом несут сквозь толпу. Стоящие близко, возжигают свечи прямо от огня патриарха. Люди пребывают в восторге, пытаются умываться огнём. Арабы громко возглашают наподобие кондаков и тропарей: что-то вроде «Христос наш! Он родился в нашей деревне!». Они скачут и громко топают. Крики за ними повторяют другие собравшиеся. «И так потихонечку это всё становится таким вселенским ликованием».

### Выход патриарха
Греческий патриарх переходит от придела Ангела к алтарю Кафоликона через Триумфальную арку. Одновременно священник округа и мирянин берут святой огонь от северного овального окна придела Ангела и переходят через северную часть Кувуклии и Амбулатория к алтарю Кафоликона, и передают его смотрителю Святого Гроба.
Священнослужители, стоящие у входа в Кувуклию, и простые паломники, стоящие вдоль пути, по которому будет двигаться патриарх, не возжигают свои свечи до времени его выхода. После того как патриарх появляется и благословляет всех светом от своих свечей, от них возжигают свои свечи греческие священнослужители. Затем патриарх начинает быстро продвигаться вперёд, так как со всех сторон к нему устремляются люди, желающие получить огонь от его свечей. Охрана старается сдерживать давление.
В 13:10 греческий патриарх покидает храм через южную дверь Кафоликона и церковь Cвятого Иакова.

## Церемония в Армянской апостольской церкви

### Богослужение Великой субботы согласно регламенту
Согласно регламенту проведения церемонии Святого Света действия служителей Армянской апостольской церкви заключаются в следующем:
В 08:00 cтарший драгоман, сопровождаемый духовенством Армянской апостольской церкви, следует от Собора Cв. Иакова, через улицы Давида и Христианскую к храму Гроба Господня. 
В 8:15 армяне торжественно открывают двери храма Воскресения.
В 10:15 начинается процессия армянской патриархии, которая во главе с армянским патриархом Иерусалима, пройдя один раз вокруг Кувуклии, переходит к армянскому приделу храма Воскресения.
В 11:00 совершается совместная церемония запечатывания Гроба.
В 12:10 армянское духовенство вместе с представителями Коптской и Сирийской древневосточных православных церквей, следующих от коптской часовни и часовни святого Никодима, переходит из армянской ризницы к алтарю Кафоликона, где делают своё традиционное обращение к греческому патриарху. Затем они возвращаются в армянский придел.

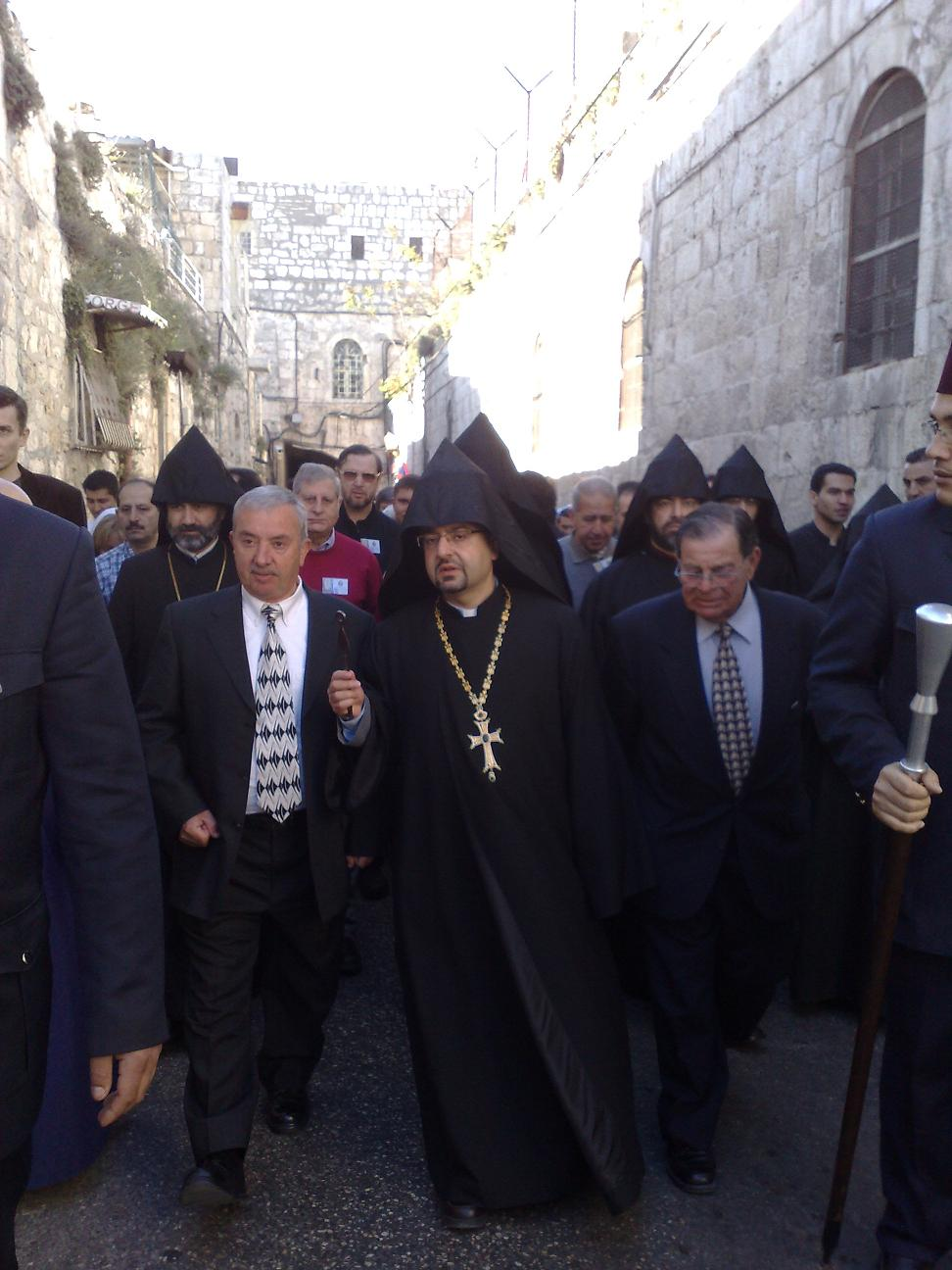
Процессия армянской патриархии с ключом от храма Воскресения

В 12:55 армянский архимандрит входит в придел Ангела после греческого православного патриарха.
В 13:00 армянский архимандрит несёт огонь от придела Ангела в армянский придел. Одновременно армянский мирянин берёт святой огонь от южного овального окна придела Ангела и несёт через южную часть Ротонды в армянский придел к армянскому патриарху. Архимандрит несёт святой огонь из придела Ангела к армянскому патриарху в армянском приделе.
В 13.10 вторая процессия армян, сопровождаемых коптскими и сирийскими православными, три раза обходит вокруг Кувуклии.
В 14:30 завершается армянская церемония, и армянский патриарх покидает храм.

### О знамениях на Гробе Господнем
Армянская апостольская церковь, во все века принимавшая непосредственное участие в церемонии Святого Света и однозначно отвергающая возможность регулярных, по графику творимых чудес, не отрицает реальных чудес на Гробе Господнем, в том числе и со знамениями Святого Света, происходивших в древности, во времена жестоких притеснений со стороны мусульман. Существует рассказ армянского паломника начала XVII века Симеона Лехаци, описавшего празднование Пасхи в Иерусалиме в те времена, когда главенствующей на церемонии церковью была Эфиопская православная церковь, то есть в Гроб за Светом входил первым эфиоп, потом армянин, и уже третьим грек. В те времена Эфиопская империя (Абиссиния) была единственно независимой христианской страной на Востоке, и царь Эфиопии делал щедрые пожертвования в Иерусалим. Лехаци пишет:

Расскажу вам о чуде, совершившемся в нынешнем году. Света не было два часа, отчего Паронтер (армянский патриарх) с вардапетами (архимандритами) и епископами впали в великое беспокойство… Пав у дверей ниц, они долго молились. Там же был и великий вардапет Амида тер Барсег. Они вопили: «…стали мы бесчестием для наших соседей, посмешищем и предметом шуток. Да не скажут никогда язычники: „Где же их Бог?“ Помоги… Господи, не для нас, но ради имени Твоего святого». И, пройдя вперёд, Паронтер Григор от глубины сердца пообещал Богу [совершить] втайне две тысячи коленопреклонений, а тер Барсег тысячу коленопреклонений. Тогда милосердный Бог смилостивился и сжалился и послал Свет.
Упоминаются случаи знамений при раздельном праздновании Пасхи армянским патриархатом Иерусалима. За прошедшее тысячелетие несколько раз армяне праздновали Пасху отдельно от греков. Такое происходило, когда по причине крайне редко случающегося несовпадения исходной точки отсчёта армянской и греческой пасхалий армянская Пасха выпадала на неделю позже греческой. Такое несовпадение даты Пасхи, по одному и тому же юлианскому календарю, именуемое армянами «ծրազատիկ» (цразатик), происходило один раз в несколько столетий, и каждый раз армяне проводили пасхальные празднества отдельно от греков, посылая своего представителя на их церемонию и принимая их представителя у себя. По свидетельству одного из виднейших богословов и историков Армянской церкви XIX века, патриарха Константинопольского Малакии Орманяна, во время этих раздельных празднований Пасхи ещё более обострялись и без того сложные взаимоотношения между греками и армянами Иерусалима, особенно если оказывалось, что у армян, проводивших богослужение без греков, случались знамения.

## Предания о повреждениях колонн
Средняя из трёх колонн на левой стороне портала главного входа Храма Воскресения Христова рассечена вертикальной трещиной длиной около полутора метров. Расширяясь и углубляясь, трещина идёт от середины колонны вниз, достигая у основания примерно 7—8 см в ширину и глубину. Многие молятся около колонны, оставляя в трещине записки. В своих путевых заметках паломники Нового времени сообщали привезённые ими из Иерусалима предания о необычных событиях, происходивших в прежние времена во время встречания света у Гроба Господня, отмечая при этом повреждения, которые получали колонны храма.

### Записи армянских паломников
Симеон Лехаци, посетивший Иерусалим по ходу своего длительного (1608—1619) паломничества, записал в своих «Путевых заметках» (глава 12), что однажды нищих богомольцев не впустили внутрь, потому что у них не было полной платы. Тогда свет сошёл в первую очередь наружу, на нищих и «сжёг верхушки мраморных колонн по обе стороны двери. Многие видели это и воздали славу Богу. До сих пор видны места, охваченные огнём». Об этом было сообщено хондкару, который бвл поражён и послал в Иерусалим указ и грамоту с налатлама, согласно, если у нищие поклянутся, что не имеют денег, их следует пускать их внутрь. «И мы также своими глазами видели обожжённые и почерневшие колонны. Этот указ о чудесном свете вырезан на каменной плите дверей [церкви] Воскресения, эта грамота написана по-мусульмански».

### Записи православных паломников
Русский старообрядец Иоанн Лукьянов, совершивший паломничество в Святую землю в 1710—1711 годах, записал греческую версию предания, в которой описываются обстоятельства возникновения трещины. Из расчёта времени паломничества Лукьянова (1710—1711 годы) и указанной им давности происшедшего («24 рока тому уже де прошло») события, сопутствовавшие раскалыванию колонны, могут датироваться примерно 1686 годом (1710 − 24 = 1686).
В современном переложении наблюдений Лукьянова (2005 год) появление трещины датируется 1579 годом, с упоминанием правившего тогда Османской империей султана Мурада Правдивого. В книге излагается та же канва событий: недопуск православного патриарха (Софроний IV, 1579—1608); вынужденное моление перед входом; удар молнии, после которого одна из колонн дала трещину, из которой вышел огонь, от которого возжёг свои свечи патриарх, а от него все православные и остальные, пришедшие в храм; исповедание мусульманина Омира с последующей его мученической смертью и сжиганием тела на площади перед храмом. Составители сборника также связывают с этим событием обычай арабов прыгать, кричать, шумно и громко славить Бога в этом храме каждую Великую субботу.
Доцент кафедры библеистики Киевской духовной академии УПЦ, специалист по эпиграфическим памятникам Израиля, кандидат богословия протоиерей Олег Скнарь считает, что «трещина в колонне более древняя, нежели приписываемая ей легенда об Огне», и за сотни лет колонна могла подвергнутся такому повреждению в связи с землетрясениями, пожарами, нападениями завоевателей и т. п. Протоиерей Олег Скнарь считает, что сказания, связанные с Благодатным огнём, представляют интерес для исследований «в качестве апокрифического литературного наследия». По его мнению, «эволюционируя, идея о том, что из колонны что-то „вышло“, принимала разные повествовательные формы: от выхода мучеников во сне патриарха, до чудесного выхода огня…».

## Сообщения о чудесном схождении и свойствах Благодатного огня

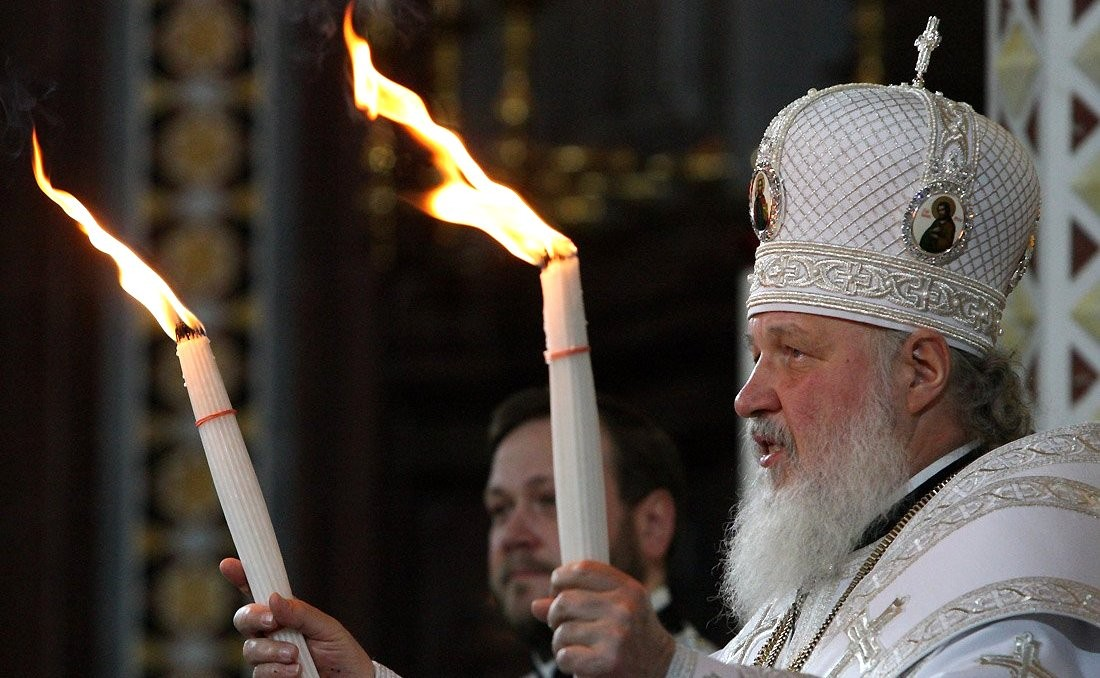
Церемония принесения огня в Москву с участием патриарха Кирилла

Описания того, как возносится молитва на Гробе Господнем и каким образом сходит Благодатный огонь, в греческих и русских источниках близки друг к другу и содержат утверждения о чудесном схождении огня.
В своих рассказах русские паломники часто ссылаются на греков. Например, предание о треснувшей колонне от старообрядца Иоанна Лукьянова, посетившего святые места в 1710—1711 годах, начинается так: «Мы же про тот столп у Греков спрашивали, так они нам сказали…».
Паломники, находившиеся внутри храма Гроба Господня во время сошествия огня — как из РПЦ, так и из других православных церквей — сообщают о происходящих в Великую субботу чудесных явлениях: самовозгорании свечей, вспышках, молниях и др.
В учебнике «Закон Божий» протоиерея Серафима Слободского о Благодатном огне говорится как о чуде, с приведением рассказов паломников.
Глава «Объединения православных учёных» протоиерей Геннадий Заридзе заявил, что с помощью пирометра определил температуру Благодатного огня в первые несколько минут после его схождения, и она, по словам священника, составила всего около 40 градусов Цельсия. Повторные измерения через 15 минут показали температуру уже в 320 градусов.

## Материалистические объяснения

### Наличие горящей лампады в Кувуклии
По свидетельству очевидца Сибт ибн аль-Джаузи (ум. 1256):
Я жил в Иерусалиме десять лет и ходил в храм Воскресения на их пасху и в другие дни. Я исследовал, как зажигается лампада в воскресение — праздник света … Когда же солнце заходит и делается темно, один из священников пользуется невнимательностью, открывает нишу в углу часовни, где его никто не видит, зажигает свою свечу от одной из лампад  и восклицает: «Сошёл свет и смилостивился Христос».
В 1853 году Элиас Канетти, цитируя Стенли, побывавшего в Иерусалиме, писал следующее:
В прежние, более наивные времена в этот момент под куполом часовни появлялся голубь, чтобы сделать зримым явление Святого Духа. Теперь от этого отказались, но в его нисхождение все еще верят... Светлое пламя, как от горящего дерева, появляется внутри отверстия — каждый образованный грек знает и признает, что его зажигает епископ в часовне.
В 1881—1882 годах А. Селиванова в книге «Пасха в Иерусалиме. Воспоминания о поездке на Восток (1881—1882)» писала: «Надо предполагать, что теперь церемония добывания священного огня установлена в память этого события, и несомненно, что одна из лампад при Гробе, зажжённая этим появившимся в колонне огнём, с тех пор не потухала», потому что в ней тщательно поддерживают огонь. «Вот от этой-то лампады и зажигает патриарх свои свечи, так как никакой огонь теперь не сходит с неба». По её словам, о том же сообщали и «сами монахи, в то же время уверявшие поклонников из простого народа и, главным образом, арабов, что огонь этот действительно ежегодно сходит с неба». В ответ на её удивление, высказанное одному из важных греческих монахов, он ответил, что они умышленно обманывают арабов, чтобы они не перешли в мусульманство, «а со временем, когда они духовно и нравственно разовьются и укрепятся в истинах веры, то уже будет безопасно исправить недоразумение, в которое их вводят».
В 1915 году востоковед И. Ю. Крачковский писал: «У лучших представителей богословской мысли и на востоке заметно то толкование чуда, которое позволяет проф. А. Олесницкому и А. Дмитриевскому говорить о «торжестве освящения огня при Гробе Господне»».
В 1983 году бывший протоиерей и магистр богословия, профессор ленинградских духовных школ, отлучённый от Церкви, А. А. Осипов, ставший впоследствии одним из видных атеистов и критиков религии, писал об актовой речи Н. Д. Успенского:
Изучив древние рукописи и тексты, книги и свидетельства паломников он доказал с исчерпывающей точностью, что никакого «чуда» никогда не было, а был и есть древний символический обряд возжигания самими церковнослужителями Лампады над гробом. (…) И в итоге всего этого дела ныне покойный митрополит Ленинградский Григорий, тоже человек с богословской учёной степенью, собрал ряд богословов Ленинграда и сказал им (многие из моих бывших коллег, наверное, помнят): «Я тоже знаю, что это только легенда!»…

В 2009 году в интервью программе «GКРІZES ZONES» на греческом телеканале MEGA местоблюститель Патриаршего престола Иерусалимской Церкви митрополит Петрский Корнилий, который принимал огонь в 2001 году, сказал:
Молитвы [патриарха] имеют силу освятить природный огонь, поскольку существует и огонь сверхъестественный. Здесь мы говорим о природном огне, но молитвы, которые возносит патриарх или архиерей, освящают природный огонь и, следовательно, он имеет благодать Благодатного огня. Это природный огонь, который зажигается от  неугасимой лампады, что хранится в ризнице храма Воскресения.
В 2018 году священник Армянской апостольской церкви Самуил Агоян, представляющий армянскую патриархию в Храме Гроба Господня и трижды вместе с греческим патриархом участвовавший в церемонии в 2000, 2001 и 2002 годах, во время видеоинтервью с израильским журналистом сказал, что Благодатный огонь возжигают от масляной лампады.

### Самовозгорание
Известны реакции самовозгорания при взаимодействии некоторых веществ друг с другом и кислородом, содержащимся в воздухе. Так, например, самовозгорание на открытом воздухе является принципом действия некоторых рецептов «коктейля Молотова». В качестве возможного рецепта получения самовоспламеняющейся смеси можно упомянуть рассказ Ибн-ал-Каланиси (XII век), посвящённый появлению Благодатного огня:
… …чтобы огонь к ним дошёл по маслу бальзамового дерева и приспособлений из него, а его свойством является возникновение огня при соединении с жасминовым маслом, он обладает ярким светом и блестящим сиянием.
Смеси, способные к самовозгоранию, могли быть доступны и в древности, например способностью к самовозгоранию при соединении с горючим материалом обладает смесь серной кислоты (которую получали уже в Древнем Египте) и хромата калия (использовавшегося в древности для дубления кож). Также, если смешать концентрированную серную кислоту и марганцовку, можно добыть огонь без спичек и зажигалки. Ещё одно похожее предположение основано на взаимодействии борной кислоты, серной кислоты и этилового спирта. Смесь помещается туда, где её и манипуляции с ней не будут видеть паломники. Горение получившейся субстанции также в первые минуты происходит на низкой температуре и не оставляет ожогов.

### Дело Дмитриаса Алиакоса
В 2019 году греческий журналист Дмитриас Алиакос опубликовал книгу о Благодатном огне, содержащую якобы признания архиепископов в том, что Благодатный огонь зажигают с помощью обычной зажигалки. После этого архиепископ Константинский Аристарх и архиепископ Иерапольский Исидор подали против него и управляющего издательством, издавшим книгу, иск о диффамации, нарушении тайны частной беседы и нарушении закона о персональных данных. Однако в мае 2024 года суд Афин отклонил этот иск.

## Альтернативные мнения, сомнения, критика

### Критика со стороны представителей православных церквей
Основным объектом критики традиционного для греко-православных церквей отношения к Благодатному огню является представления о чудесном схождении огня на Гробе Господнем, а также свидетельство паломников о сопровождающих схождение чудесных явлениях и необычных свойствах огня.
Некоторые православные христиане считают, что Благодатный огонь появляется сверхъестественным образом и обладает чудесными свойствами.
Первый начальник Русской духовной миссии в Иерусалиме епископ Порфирий (Успенский) записал два рассказа:

Иеродиакон, забравшись в часовню Гроба в то время, когда по общему верованию, сходит Благодатный огонь, видел с ужасом, что огонь зажигается просто из лампады, которая никогда не угасает, и так Благодатный огонь не есть чудо. Об этом сам он говорил мне сегодня.

В минуты совещаний Мисаил признался, что он в кувуклии зажигает огонь от лампады, сокрытой за движущейся мраморной иконою Воскресения Христова, что у самого Гроба Господня.

Профессор Ленинградской духовной академии Николай Успенский посвятил Актовую речь 1949 года критике представлений о чудесном схождении Благодатного огня и истории их возникновения:

Очевидно, когда-то, не дав своевременно энергичного разъяснения своей пастве о истинном смысле обряда св. огня, в дальнейшем они оказались не в силах поднять этот голос перед всё возраставшим в силу объективных условий фанатизмом тёмных масс. Если это не было сделано своевременно, то позднее стало невозможным делом, без риска за личное благополучие и, пожалуй, целость самих святынь. Им осталось — совершать обряд и молчать, утешая себя тем, что Бог «как ведает и может, так и вразумит и успокоит народы».

По мнению доктора исторических наук, заштатного диакона Александра Мусина, схождение Благодатного огня — это «благочестивый обман, получивший массовое распространение в России только в тоскливый период застоя 1970-х годов». В качестве обоснования своего мнения он приводит упадок в России богословского образования и бескультурье.

### Критика со стороны других конфессий
Армянская апостольская церковь, представители которой всегда непосредственно участвовали в церемонии Святого Света, отвергает распространённые в греко-православных церквях представления о Благодатном огне, отрицает его сверхъестественные свойства и обстоятельства его появления. Утверждается, что огонь не самовозгорается, а греческий патриарх и армянский архимандрит возжигают свечи от неугасимой лампады, огонь в которой поддерживается уже на протяжении 1500 лет. Даются также альтернативные версии преданий, например о треснувшей колонне.
В марте 2018 года священник Самуэль Агоян, представляющий Армянскую патриархию, в ходе проходившей в Кувуклии съёмки репортажа для телеканала «Хадашот 2» заявил, что ничего мистического в Благодатном огне нет и что он сам трижды наблюдал, как патриархи зажигают связки восковых свечей от масляной лампады. «Бог творит чудеса, но не на потеху людям», — резюмировал священнослужитель. Комментируя это заявление, служитель Иерусалимской Армянской патриархии архимандрит Гевонд, подтвердил, что отец Самуэль участвовал вместе с греческим патриархом в церемонии и «сам зажигал огонь от лампады». Развивая позицию ААЦ по этому вопросу, в интервью РИА Новости он сказал:

Мы никогда не объявляли, что огонь сходит с небес. Да, такие чудеса были, но они происходили всенародно… Мы считаем огонь Благодатным, потому что молитвами Григория Просветителя сходит благодать, могут быть чудеса, исцеляться больные.
Представитель Армянской апостольской церкви Давид Бекназарян писал:

Всё, что касается особых свойств выносимого огня, то всё это является плодом всё того же воображения экзальтированных паломников. Все рассказы о самовоспламенении и о том, что огонь этот некоторое время не обжигает, являются сказкой, в которую предлагается просто веровать как в важную «православную истину», и многие с немалым энтузиазмом включаются в эту часто небезопасную игру с огнём. Люди, наивно верующие, что в их руках «чудесный огонь», получают серьёзные ожоги, но при этом хвалящихся тем, что они «лично умывались огнём и не обжигались», не убавляется.

Хотя до изгнания в 1187 году крестоносцев из Иерусалима католики принимали «участие в церемонии схождения Благодатного огня и одновременно с православными вели в храме свою службу», Католическая церковь не признаёт чудесный характер схождения Благодатного огня. В 1238 году папа римский Григорий IX в одном из официальных писем выступил против попыток видеть в обряде схождения Благодатного огня чудо. Одна из католических исследовательниц вопроса Ольга Басий по этому поводу отмечает, что «в связи с распространением неправильного понимания этого обряда» неизвестно, какие изменения произошли в понимании этого обряда, за исключением прекратившегося участия в нём местных католиков.

### Критика в исламских источниках
Муджир-ад-Дин, главный кадий (судья) в Иерусалиме, в январе 1496 года выпустил историческое сочинение, озаглавленное: «Книга славной дружбы касательно истории Иерусалима и Хеврона», в котором находится множество топографических и исторических сведений об этих двух городах. При составлении этого сочинения Муджир-ад-Дин весьма широко пользовался сочинениями своих предшественников, Шамс-ад-Дина ас-Суюти и Джемаль-ад-Дина аль-Макдиси, нередко прямо цитируя их тексты. Сочинение издано в 1868 году. В этой книге он пишет:

«В 898 году (хиджры) аль-Хаким би-Амр-Аллах … приказал разрушить церковь аль-Кумаму (Храм Гроба Господня), что в Иерусалиме, и отдал народу на разграбление всё имущество, сосуды и т. п., что было в ней. Это было вызвано полученным им донесением о проделках христиан в день Пасхи с тем огнём, который они добывают хитростью, причём люди невежественные полагали, что этот огонь спускается с неба. Его делают, пропитывая маслом бальзамового дерева тонкие шёлковые нити, намазанные серой и другими снадобьями, устроенные с таким искусством, что это сходит за чистую монету в глазах и выдающихся личностей, и простого народа. Они и до сих пор делают это в аль-Кумаме (Храме Гроба Господня). День, когда появляется огонь, называется у них „субботой света“.»
— Муджир-ад-Дин. «Книга славной дружбы касательно истории Иерусалима и Хеврона»

### Несогласие с критикой
Большое количество публикаций, опровергающих чудесность Благодатного огня, вызвали ответ в виде статей в защиту Благодатного огня, размещённых на некоторых православных сайтах.

#### Разногласия церквей и служителей
Иеромонах Иов (Гумеров) отвергает данные епископа Порфирия (Успенского), указывая что они получены от митрополита Мисаила через епископа Дионисия, а сам Порфирий известен своим непочтительным отношением ко многим преданиям о чудесах, которые он отрицал с позиции научных данных. Кроме иеромонаха Иова, в защиту нерукотворности Благодатного огня высказывались известные представители православного духовенства: митрополит Иларион (Алфеев), протоиерей Димитрий Смирнов, иерей Георгий Максимов и другие.
Иерей Георгий Максимов сделал несколько видео и статей в защиту нерукотворного происхождения Благодатного огня. В частности, он выразил сомнения в непредвзятости представителей Армянской апостольской церкви. По его словам, армяне ещё со времён Османской империи добивались права получения Благодатного огня, но так как у них ничего не получилось, то это чудо они решили опровергнуть. В подтверждение приводится видео ношения на руках представителя ААЦ, держащего свечи с Благодатным Огнём, и потасовки между армянами и греками по причине того, что первым не понравилось, что в Храме Гроба Господня во время проведения их обряда находились греки.

#### Видеозаписи
Отвечая скептикам в своей статье «В защиту Благодатного огня», иерей Георгий Максимов писал, что есть видеозаписи, на которых паломники держат руки над огнём, чудесным образом не получая вреда.